# Tunul Țarului

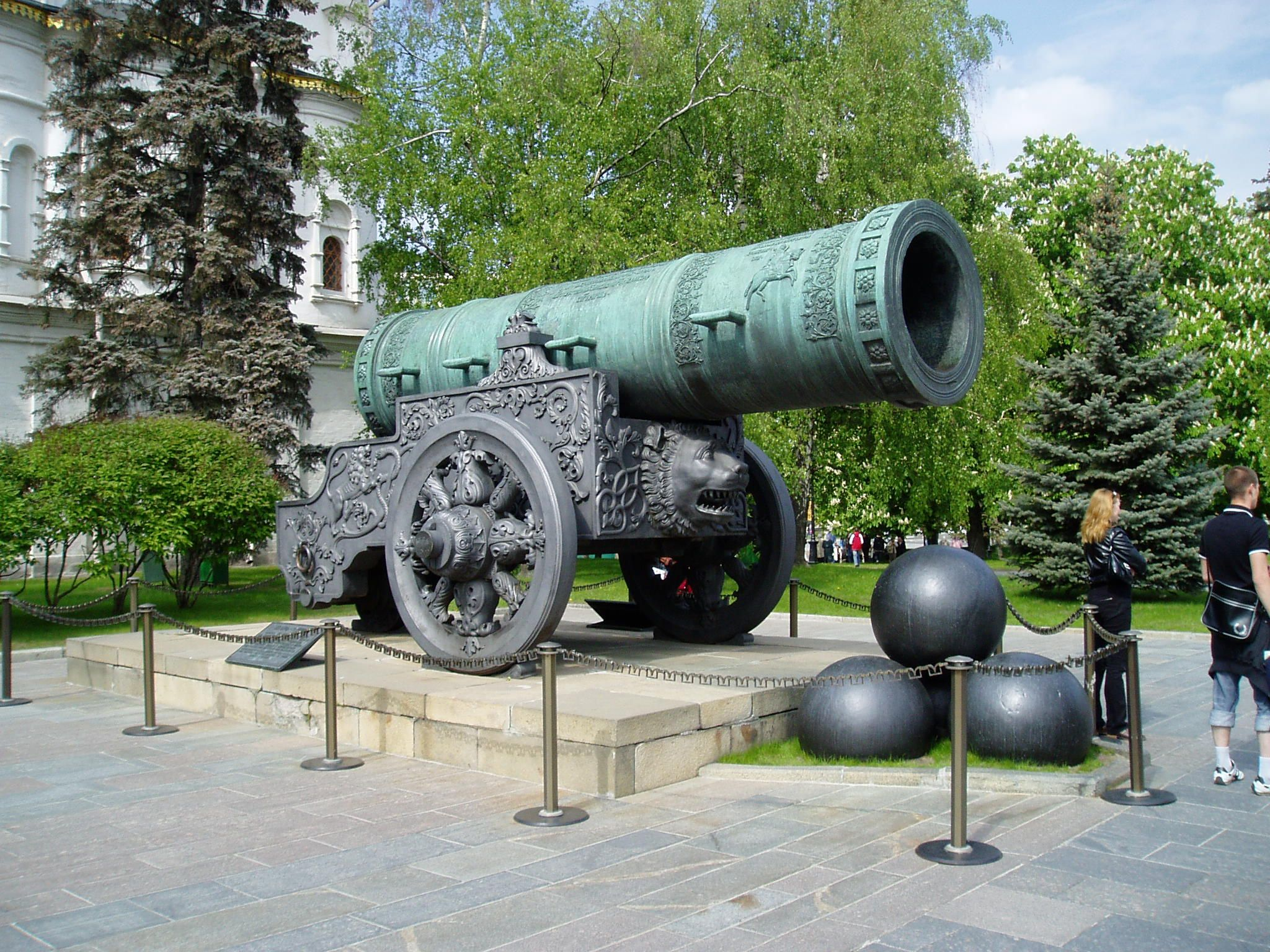

 Tunul Țarului (in rus. Царь-пушка) este un monument istoric expus în prezent la Kremlin, în Moscova. Acesta este confecționat din metal turnat și se presupune că n-a fost folosit deloc.

## Descriere
Tunul Țarului a fost turnat în anul 1586 în Moscova, de către Andrei Ciohov care a turnat mai multe arme de artilerie, din care unele s-au păstrat până azi.
Tunul Țarului este de fapt un mortier stilizat de calibru mare. El este amplasat în apropierea a trei catedrale, fiind o atracție turistică. Ghiulelele de formă sferică așezate lângă tun cântăresc în parte câte 1,97 tone, ele fiind turnate cu scop decorativ în 1934. Tunul are o lungime de 5,34 m, are un calibru de 890 mm și o greutate de 39,312 tone. Circumferința exterioară a țevii confecționată din bronz are 120 cm. Țeava tunului imperial este ornată cu figura țarului Fiodor I, călare, lucru care a atras denumirea lui ca Tunul Țarului. Afetul pe care se află tunul este confecționat din metal turnat, bogat ornat, și cântărește 34,5 tone. El a fost turnat în anul 1835 în Sankt Petersburg după schița lui Alaxandru Buriulov, fratele pictorului Carol Buriulov.